# Врачово (Московская область)
Врачово — деревня в Луховицком районе Московской области. Деревня входит в состав сельского поселения Фруктовское (до 2004 года входила в Фруктовский сельский округ). Рядом с деревней находится посёлок Врачово-Горки, в котором расположен одноимённый совхоз.
Село Врачово связано автобусным сообщением как с городом Луховицы, так и с другими населёнными пунктами Луховицкого района и некоторыми городами России. Автобусы проходящие, автобусной станции в деревне нет.

## Расположение
- Расстояние от административного центра поселения — посёлка Фруктовая
  - 7 км на юго-запад от центра села
  - 8 км по дороге от границы села
- Расстояние от административного центра района — города Луховицы
  - 11 км на юго-восток от центра города
  - 8,5 км по дороге от границы города

## Улицы
В деревне существуют (или существовали ранее) следующие улицы:
- Бутырская улица
- Дорожная улица
- Молодёжная улица
- Московская улица
- Садовая улица